# Mont Erebus
Vous lisez un « bon article » labellisé en 2008.
Pour les articles homonymes, voir Erebus.
Le mont Erebus, dont le sommet culmine à 3 794 mètres d'altitude, est un volcan d'Antarctique situé sur l'île de Ross, dans la mer de Ross, ce qui en fait le volcan en activité le plus austral du monde. Il est remarquable du fait de la longévité de sa phase éruptive actuelle débutée en 1972 toujours active en 2024, et de la présence d'un lac de lave au fond de son cratère principal.
Il tient son nom du HMS Erebus (1826), un des deux navires de l'expédition menée par le Britannique James Clark Ross qui le découvrit en 1841. Sa première ascension n'a lieu qu'en 1908 par un membre de l'expédition Shackleton. Depuis, plusieurs explorations scientifiques ont eu lieu pendant les courts étés australs, comme celle de Jean-Louis Étienne en 1993-1994, mais les conditions climatiques extrêmes limitent le champ de connaissances sur ce volcan. Les études sont orientées principalement sur son histoire éruptive, sa pétrologie, sa géophysique, les caractéristiques de son lac de lave ainsi que des gaz volcaniques et enfin les formes de vie simples qui se développent uniquement autour des fumerolles présentes sur certaines pentes et qui bénéficient de mesures de protection spéciales.
Le mont Erebus a été le théâtre, en 1979, d'une catastrophe aérienne faisant 257 victimes sur le vol Air New Zealand 901 dont le but était la découverte touristique de l'Antarctique. Les causes de l'accident seraient une erreur dans le plan de vol et une illusion d'optique provoquée par la luminosité.

## Toponymie
Le mont Erebus est nommé d'après le HMS Erebus (1826), un des deux navires de l'expédition qui découvrit l'île de Ross et ses deux volcans en 1841. Erebus est le nom latin d'Érèbe, une divinité grecque née du Chaos, personnifiant les ténèbres, l'obscurité des Enfers.

## Géographie

### Situation
Le mont Erebus est situé en Antarctique, dans le centre-ouest de l'île de Ross située elle-même dans l'ouest de la mer de Ross, à proximité des côtes du continent dont elle est séparée à l'ouest par le détroit de McMurdo. La montagne est entourée par le mont Bird au nord, le mont Terra Nova et le mont Terror à l'est, la station de McMurdo et la base de Scott à l'extrémité de la péninsule de Hut Point au sud et le détroit de McMurdo à l'ouest dont la baie Erebus et la langue terminale du glacier Erebus au sud-ouest. Le mont Erebus se trouve dans l'ouest de la dépendance de Ross, la revendication néo-zélandaise sur l'Antarctique gelée par le traité sur l'Antarctique signé le 1er décembre 1959 et entré en vigueur le 23 juin 1961. Du fait de sa position et de sa géologie, le mont Erebus est le volcan actif le plus méridional de la Terre.

### Topographie

Carte topographique de l'île de Ross.

Le mont Erebus est le point culminant de l'île de Ross. Il culmine à 3 794 mètres d'altitude et se présente sous la forme d'une montagne massive. La pente générale du relief varie avec l'altitude : elle est assez douce en partie basse et se redresse aux alentours de 30° entre 2 000 mètres à 3 200 mètres d'altitude environ jusqu'au rebord de la caldeira qui couronne le sommet. Dans la partie sud de cette caldeira circulaire se trouvent trois cratères : le Main Crater, en français « Cratère principal », le plus grand, dont le rebord sud-est constitue le point culminant du mont Erebus et qui contient le puits abritant le lac de lave, le Western Crater, en français « Cratère occidental », le plus petit, et le Side Crater, en français « Cratère latéral », accolé au sud-ouest du Main Crater.

### Géologie

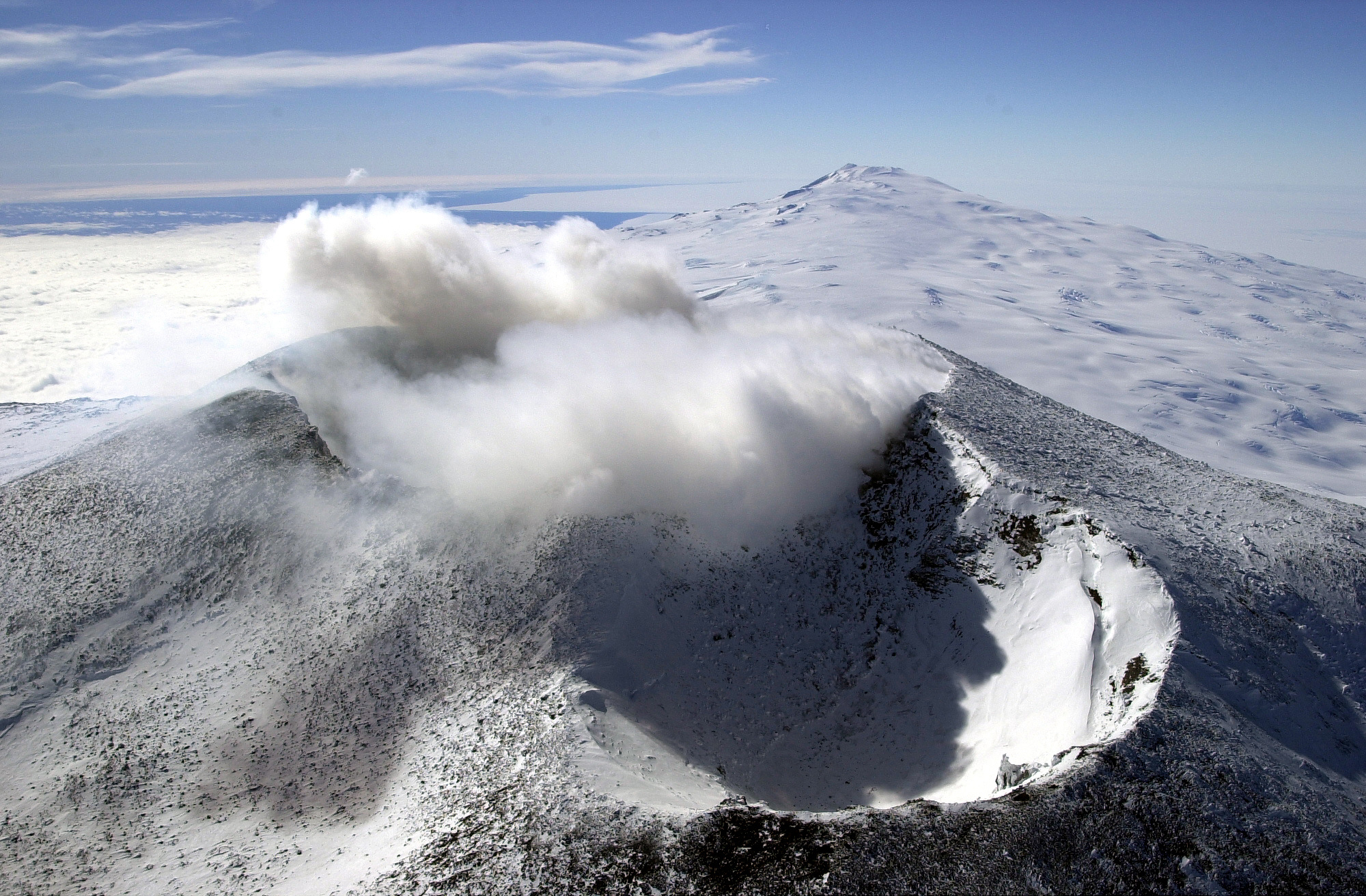
Vue aérienne des cratères du mont Erebus.

Le mont Erebus est un stratovolcan actif depuis environ 1,3 million d'années,. L'étude des roches montre une composition géochimique s'étendant des basanites aux trachytes et phonolites. La bipolarisation prononcée de la pétrologie serait due à la fusion partielle à basse température et la progression lente du panache mantellique. Avant l'Holocène, l'activité éruptive du mont Erebus était caractérisée par de grands épanchements de coulées de lave entrecoupés de périodes explosives comme l'attestent les couches de cendres volcaniques retrouvées piégées dans l'inlandsis de l'Antarctique parfois à des dizaines de kilomètres de distance, au-delà de la chaîne Transantarctique. Depuis le début de l'Holocène, ses éruptions sont majoritairement effusives, de type hawaïen avec la présence d'un lac de lave ainsi que la production de coulées de lave confinées à l'intérieur du cratère, ponctuées d'épisodes plus explosifs, de type strombolien avec l'émission de téphras allant des cendres aux bombes volcaniques,.
Sa dernière éruption, débutée en 1972, est encore en cours en 2024 et fait de lui le volcan le plus actif d'Antarctique,. Cette éruption est caractérisée par la présence d'un lac de lave dans le puits du Main Crater, dans la caldeira au sommet du volcan, un des rares au monde à exister en continu pendant des dizaines d'années,. En outre, des épanchements temporaires de lave se produisent dans le fond du cratère et des épisodes stromboliens projettent des téphras de la taille des cendres jusqu'aux bombes volcaniques,.
La lave émise au cours de cette éruption et qui compose donc le lac de lave est une phonolite contenant des phénocristaux d'anorthoclase feldspathoïdes de taille centimétrique,. Le dégazage du lac de lave se fait habituellement sans effusions mais des explosions stromboliennes surviennent régulièrement et jusqu'à 900 fois par jour, provoquées soit par la remontée de bulles de gaz volcaniques, soit par la chute de glace provenant de l'intérieur du cratère.
L'autre particularité de ce volcan est la présence, dans ses laves, d'une teneur en or supérieure à la normale. Cet or est projeté dans l'atmosphère sous forme de fines particules métalliques, d'une taille comprise entre 0,1 et 20 microns dans les gaz échappés du volcan et de 60 microns dans la neige aux alentours de la montagne. La quantité émise par le volcan est estimée à 80 grammes par jour. Cette particularité est rendue possible par la présence d'un lac de lave au fond du cratère, où l'or a le temps de cristalliser à la surface du magma avant d'être expulsé par les panaches de gaz, contrairement aux volcans plus classiques dont les explosions sont généralement violentes.
Le volcanisme ayant donné naissance aux différents volcans de l'île de Ross, dont principalement le mont Erebus, a pour origine le point chaud de l'Erebus. L'ascension du panache de matière mantellique dans l'asthénosphère progresse à une vitesse estimée à six centimètres par an et s'accompagne d'une fusion partielle libérant un magma qui perce un passage au travers de la croûte terrestre au niveau de la mer de Ross, permettant la formation de terrains volcaniques par-dessus les sédiments du bassin de la terre Victoria. C'est l'analyse des roches volcaniques prélevées sur les flancs et au sommet du mont Erebus qui a permis la reconstitution des étapes de sa formation. Ces analyses reposaient à l'origine sur la méthode traditionnelle du quotient K / Ar qui compare le taux de potassium par rapport à celui d'argon mais une campagne menée à partir de 1993 et reposant sur la méthode de datation radiométrique plus fiable du rapport 40Ar / 39Ar des isotopes de l'argon, contredit le scénario d'un mont Erebus âgé de plusieurs millions d'années.

### Climat
Soumis à un climat polaire, la moyenne des températures est de −50 °C en hiver et de −20 °C en été. En raison de l'altitude élevée, de la faible densité de l'atmosphère et de la transparence exceptionnelle de l'air, le mont Erebus bénéficie d'un ensoleillement sensiblement identique à celui reçu à l'équateur[réf. nécessaire].

### Faune et flore

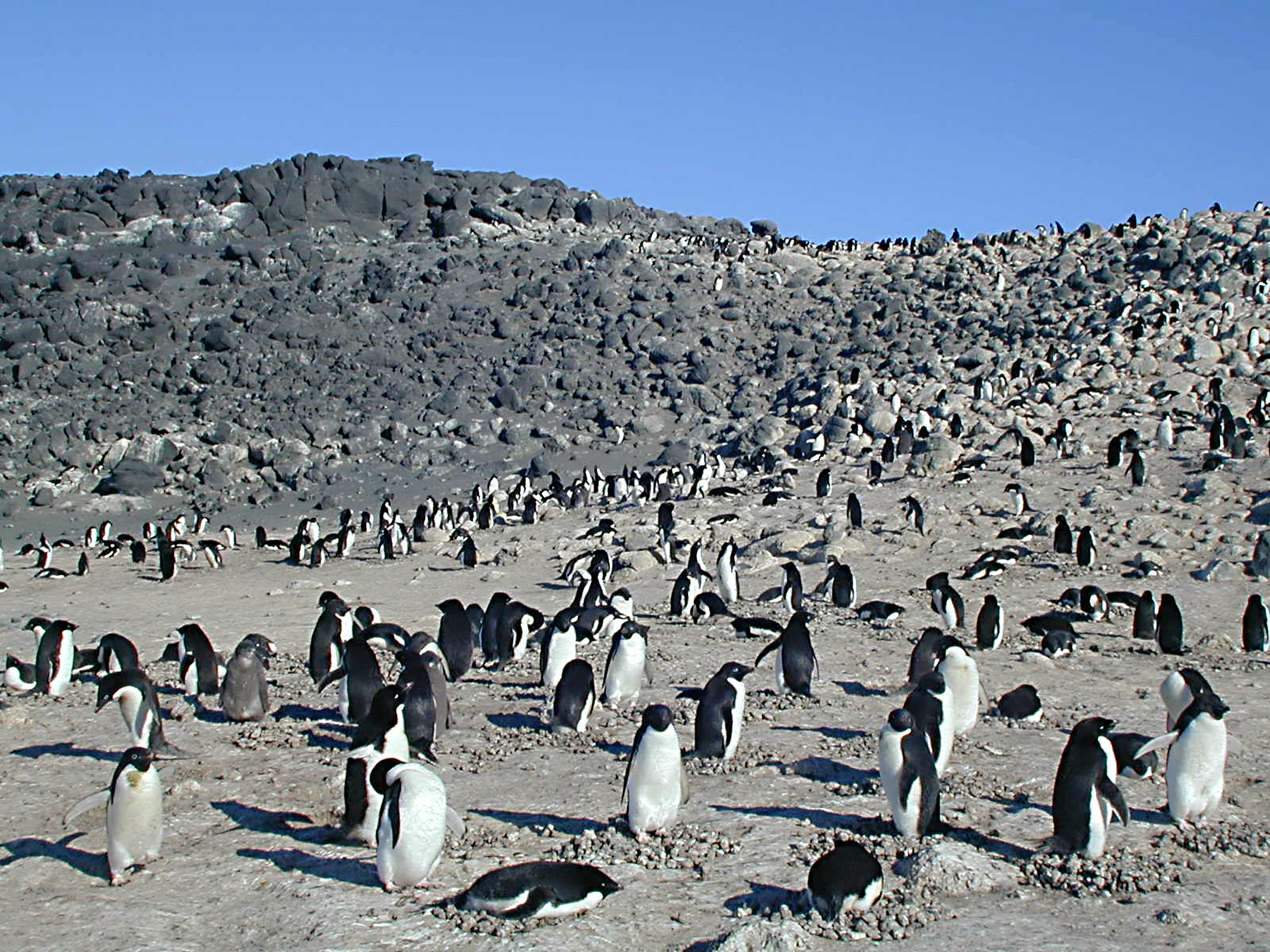
Une partie de la colonie de manchots Adélie du cap Royds.

En raison des conditions climatiques extrêmes, toute forme de vie avancée est impossible à cette latitude. Pourtant, le mont Erebus est l'un des trois sites d'altitude connus en Antarctique, avec le mont Melbourne et le mont Rittmann, à présenter des fumerolles abritant des formes de vie simples. Les lithosols autour de ces fumerolles, du fait des réactions acides qui s'y produisent et de l'humidité constante formée par la condensation de la vapeur et de la température, fournissent un habitat restreint. L'unique espèce de mousse trouvée, Campylopus pyriformis, offre une curiosité étonnante du fait qu'elle reste au stade de protonema. Diverses formes de microalgues sont également présentes. La végétation qui s'est développée sur les sols autour de ces fumerolles diffère significativement de celle découverte dans le reste de l'Antarctique. Une variété inhabituelle de cyanobactéries thermophiles est particulièrement remarquable car elle est dérivée de Mastigocladus laminosus, habituellement présentes autour des cheminées hydrothermales. La température joue un rôle prédominant dans la répartition des formes de vie : les sols les plus chauds, entre 35 et 60 °C, sont colonisés par des feutrages sombres dans les tons bleu-vert ou rouge-brun de cyanobactéries, tandis que les sols plus froids, entre 10 et 30 °C présentent des encroûtements de couleur verte formées de la mousse et de cinq espèces différentes de chlorophytes coccoïdes. Aucune présence d'invertébré n'est certifiée.
Sur la côte au pied du mont Erebus, dans les zones rocheuses non recouvertes de glace du cap Royds, se trouve la colonie de reproduction de manchots Adélie la plus près du pôle Sud, qui compte entre 2 500 et 4 500 couples. Des labbes antarctiques nichent aussi à proximité : on dénombre quelques centaines de couples le long de la côte ouest de l'île de Ross. Des manchots empereurs fréquentent également le secteur mais leur site de rassemblement hivernal le plus proche se trouve à l'autre extrémité de l'île de Ross, au cap Crozier, à environ 80 kilomètres plus à l'est,. En été, on peut observer diverses autres espèces d'oiseaux comme l'albatros fuligineux, le plus austral des albatros, des pétrels antarctiques, des sternes couronnées mais aucune de ces espèces ne niche aux alentours. Des phoques de Weddell sont également présents le long de la côte.

## Histoire

### Histoire éruptive

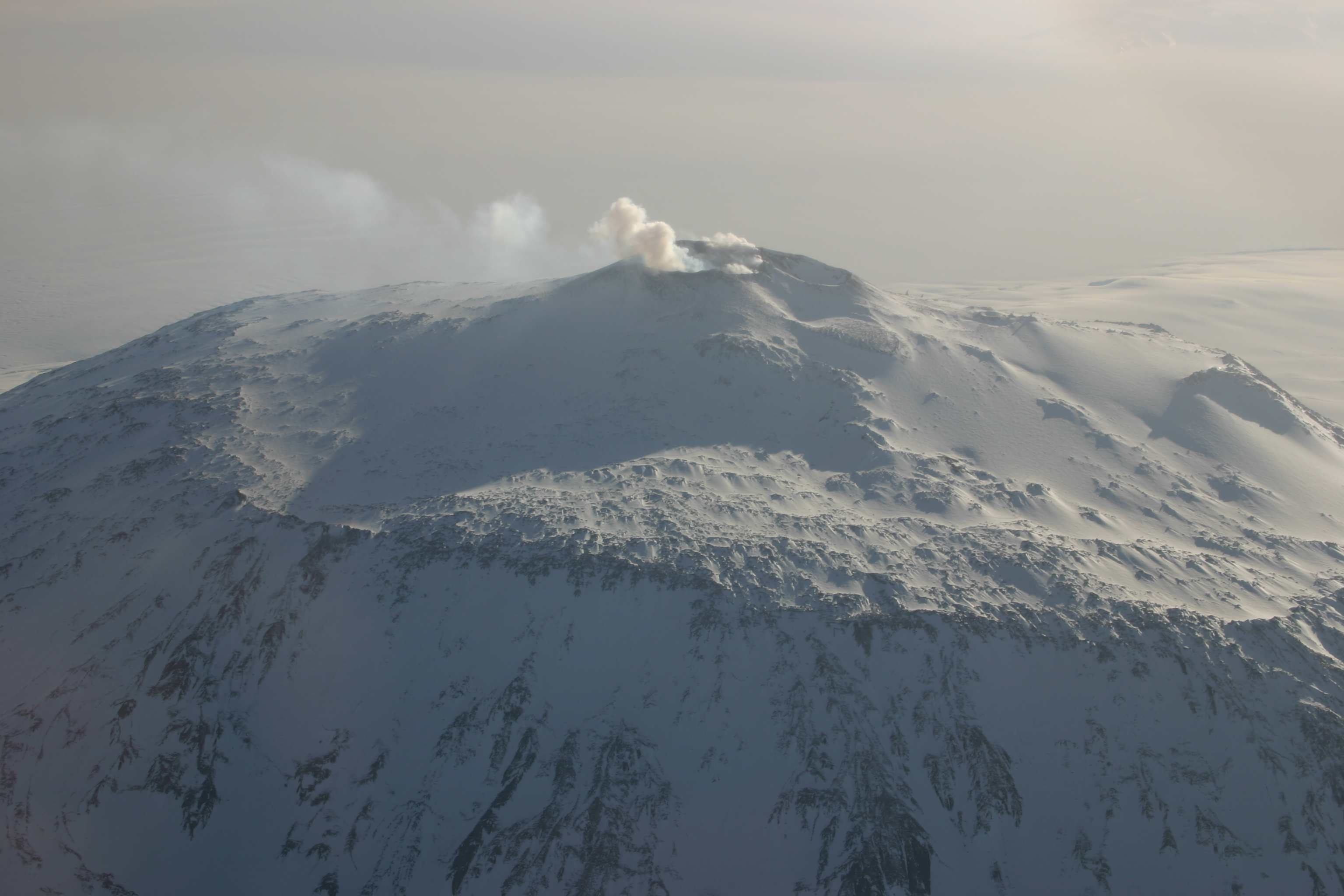
Vue aérienne de la caldeira sommitale et des cratères du mont Erebus.

Le volcanisme ayant donné naissance au mont Erebus se met en place il y a 1,3 million d'années, au Pléistocène soit à la fin du Cénozoïque. Pendant 600 000 ans, un volcan bouclier se met en place par l'empilement de grandes coulées de lave de nature basanitique, très fluides, puis téphritiques, que vient surmonter un cône phono-téphritique,. Ce proto-volcan connaît il y a 700 000 ans l'effondrement de son sommet sous la forme d'une caldeira dont l'un des rebords constitue l'actuel Fang Ridge. Des épanchements de lave téphri-phonolitiques et phono-téphritiques se poursuivent sur les flancs du volcan jusqu'à 350 000 ans avant notre ère, lorsque les laves changent de nature pour acquérir leur composition actuelle de téphri-phonolite à phéno-cristaux d'anorthoclase. Ces laves construisent alors le cône actuel sur un des rebords de la caldeira du volcan bouclier jusqu'à il y a 90 000 ans lorsque cet édifice connaît à son tour un effondrement créant la caldeira sommitale actuelle. Le stratovolcan contenu dans la caldeira sommitale et couronné par trois cratères se met alors en place vraisemblablement durant le dernier millénaire par accumulation de téphras, majoritairement des bombes volcaniques, ainsi que des cristaux d'anorthoclase,.
Depuis le début du XXe siècle, le mont Erebus a connu quatorze éruptions successives, aucune ne dépassant un indice d'explosivité volcanique de 2. Pourtant, alors qu'il est en éruption constante depuis 1972, il connaît en 1984 une phase éruptive plus explosive qu'à l'accoutumée au cours de laquelle des bombes volcaniques de la taille d'une voiture sont projetées depuis le cratère principal jusqu'à une distance de plus d'un kilomètre.

### Découverte et exploration

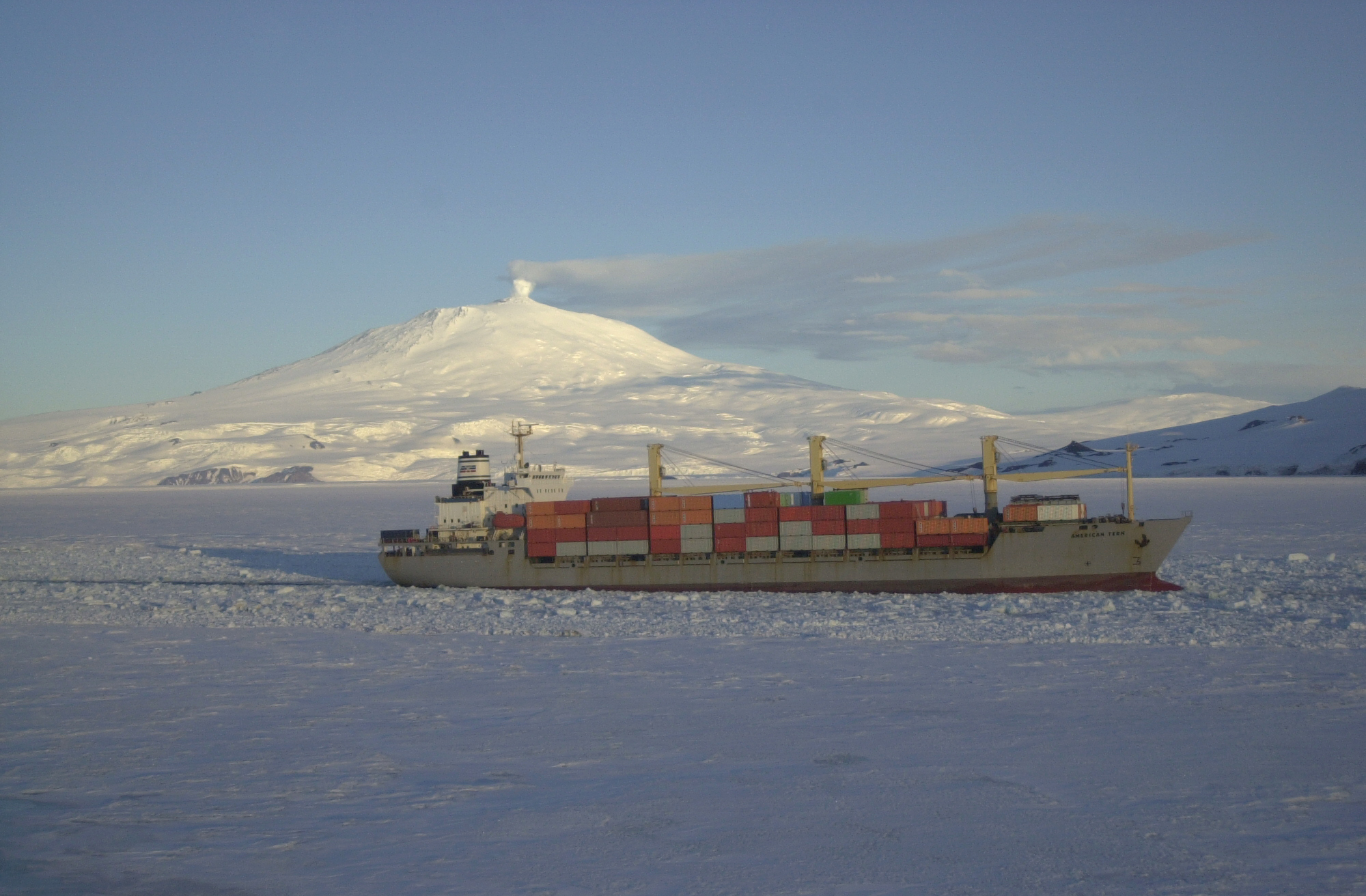
Vue du mont Erebus depuis le détroit de McMurdo.

Le volcan est découvert et nommé Mount Erebus par l'explorateur britannique James Clark Ross et son équipage en 1841, lors de l'expédition scientifique Erebus et Terror ayant pour but d'étudier le champ magnétique terrestre. Au cours de leur exploration, les deux navires de l'expédition, le HMS Erebus (1826) et le HMS Terror (1813) atteignent une mer puis une barrière de glace, qui seront plus tard nommées mer de Ross et barrière de Ross. Les membres de l'expédition aperçoivent alors une île, plus tard baptisée île de Ross, et repèrent la présence de deux des trois volcans qui y sont présents : le mont Erebus, alors en éruption, et le mont Terror, baptisés d'après le nom des navires. Ce paysage qui apparaît aux marins de l'Erebus et du Terror est décrit le 27 janvier 1841 par le chirurgien de l'Erebus, Robert McCormick : « toute la côte était parsemée d'époustouflants et splendides sommets couverts de neige, qui lorsque le soleil approchait l'horizon, reflétaient les plus brillantes et écarlates teintes jaunes d'or. Nous vîmes également un sombre nuage de fumée s'élevant du volcan, en une parfaite colonne verticale, d'un côté noire, de l'autre reflétant les couleurs du soleil. Ce fut un spectacle surpassant tout ce qu'il est possible d'imaginer… Nous ressentions un sentiment de crainte et d'impuissance, et en même temps, une incroyable émotion de pouvoir contempler le travail des mains du Créateur. »
La première ascension complète jusqu'aux rebords du Main Crater est le fait de Edgeworth David et son équipe, membres de l'expédition Nimrod conduite en 1908 par Ernest Shackleton. La première ascension en solitaire connue est accomplie par Charles Blackmer, un ferronnier de la base antarctique McMurdo, les 19 et 20 janvier 1991. Il réalise cet exploit en dix-sept heures environ,.
En 1993, Jean-Louis Étienne lance une expédition scientifique au mont Erebus afin d'étudier le volcan et mesurer notamment la quantité de soufre, de chlore et de fluor qu'il émet. Le bateau accoste dans Backdoor Bay, à l'abri du cap Royds, à l'ouest de l'île, et le camp de base est monté près de la cabane de Shackleton. Les membres de l'expédition atteignent le sommet du cratère le 2 février 1994. Ils repartent de l'île neuf jours plus tard.

### Catastrophe aérienne
Le 28 novembre 1979, le vol Air New Zealand 901 s'écrase sur le mont Erebus et aucun des 237 passagers et 20 membres d'équipage n'en réchappe. Cet avion, un DC-10, était parti d'Auckland en direction de l'Antarctique afin d'effectuer un survol touristique soit du pôle Sud magnétique et du glacier Ninnis, soit de l'île de Ross en fonction des conditions météorologiques rencontrées sur place pour finalement revenir se poser en Nouvelle-Zélande après une douzaine d'heures de vol. Dans l'appareil, un buffet était mis à disposition des passagers qui pouvaient se déplacer librement dans l'avion afin de rechercher les meilleurs points de vue, pouvaient rendre visite au personnel de navigation dans le cockpit et bénéficier de commentaires de spécialistes de l'Antarctique.
Le vol se déroula sans encombre au-dessus de l'océan Pacifique Sud puis de l'océan Austral : à une altitude de croisière de 35 000 pieds, soit environ 10 700 mètres, les passagers observèrent les premiers icebergs à l'approche de l'Antarctique. Ayant établi le contact avec la station de navigation aérienne de McMurdo, la seule dans ce secteur, qui l'informa des conditions météorologiques, quelques nuages dont la base se situe à une altitude de 2 000 pieds, soit environ 610 mètres, et une visibilité de quarante milles, le commandant de bord décida de mettre cap sur l'île de Ross afin d'observer le mont Erebus. Arrivés au-dessus de la mer de Ross, l'avion reçut l'autorisation de descendre à une altitude de 18 000 pieds, soit environ 5 500 mètres. Poursuivant sa descente, le commandant du DC-10 demanda un guidage radar à la station McMurdo afin de traverser la couche nuageuse mais l'avion n'apparaissait toujours pas sur les écrans de la station de navigation. Le dernier contact avec l'appareil fut établi lorsque celui-ci se trouvait à une altitude de 6 000 pieds, soit environ 1 830 mètres, toujours au-dessus des nuages. N'obtenant aucune réponse malgré de nombreux appels, des équipes aériennes de recherche survolèrent l'île de Ross et retrouvèrent les restes de l'appareil onze heures après le dernier contact à 12h56. Ces derniers se trouvaient à une altitude de seulement 1 500 pieds, soit environ 460 mètres, sur le flanc méridional du mont Erebus au nord de la station de McMurdo et sans aucun survivant.

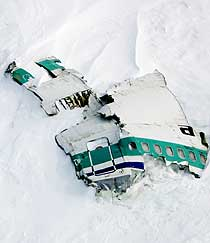
Les restes du fuselage de l'avion, ici en 2005, laissés in situ après la catastrophe, sont progressivement entraînés vers la mer au rythme de la progression des glaciers.

Les enquêteurs dépêchés sur place furent aidés dans leurs recherches par l'enregistreur de données de vol et l'enregistreur sonore de la cabine de pilotage mais aussi par les bandes vidéo et les pellicules photographiques des passagers. Le cratère d'impact révéla que l'avion avait percuté la montagne à grande vitesse, quasiment à l'horizontale et en prenant feu immédiatement. La reconstitution des dernières minutes du vol mit en évidence que l'avion avait effectué deux virages à 360°, à droite puis à gauche, tout en perdant de l'altitude et ceci afin de chercher la meilleure route possible en évitant les zones les plus ennuagées. Ayant terminé ses virages et pensant se trouver à trente milles au nord de McMurdo selon le plan de vol préétabli, l'équipe de pilotage poursuivit sa descente. Le système avertisseur de proximité de sol retentissant seulement trois minutes après, l'équipe de pilotage tenta de redresser l'appareil qui percuta la montagne peu après à 260 nœuds, soit environ 480 kilomètres par heure. L'explication fournie par les enquêteurs est la conjonction d'une erreur dans le plan de vol et de la création d'une illusion d'optique. En effet, au moment de l'accident, des observateurs au sol indiquèrent que la visibilité autour de l'île de Ross était mauvaise, que la base des nuages se trouvait à une altitude d'environ 3 500 pieds, soit environ 1 070 mètres, et que des nuages couvraient le mont Erebus. Cette nébulosité conjuguée à la lumière polaire aurait pu provoquer une illusion d'optique (phénomène de « jour blanc » ou « blanc dehors ») donnant l'impression aux passagers de l'avion qu'ils survolaient un terrain plat alors qu'ils se dirigeaient droit vers la montagne. L'équipe de pilotage pensait quant à elle passer à l'ouest du mont Erebus mais selon un plan de vol erroné élaboré plus d'un an auparavant. Les coordonnées de la station McMurdo avaient été alors mal enregistrées mais les vols précédents s'étaient passés sans encombre, les équipes de pilotage effectuant alors une approche à vue. Mais le vol 901 ne disposait pas d'une telle visibilité ce qui amena l'appareil droit sur la montagne. Ironie du sort, les coordonnées avaient été changées la veille du vol mais seule la station McMurdo en avait été informée, pas l'équipage du vol 901. La responsabilité de l'accident fut néanmoins imputée à l'équipe de pilotage qui était descendue en dessous de l'altitude à ce moment du vol ainsi qu'aux mauvaises conditions météorologiques. Les pilotes furent ensuite complètement dégagés de cette responsabilité à la suite de la publication du rapport Mahon.
Depuis 1981, le lieu de l'accident, entre le nord-est du mont Erebus et la baie de Lewis, est classé zone spécialement protégée. Tous les corps des victimes n'ayant pas été retrouvés par les autorités néo-zélandaises et américaines, elle est déclarée en tant que tombeau dans le but que la zone reste inviolée. La croix de deux mètres de hauteur érigée peu de temps après l'accident mais endommagée par le vent a été remplacée le 30 janvier 1987 par une croix en acier inoxydable à trois kilomètres du lieu de l'accident, sur un promontoire rocheux lui faisant face, classé comme monument historique de l'Antarctique.

## Présence humaine

### Missions scientifiques

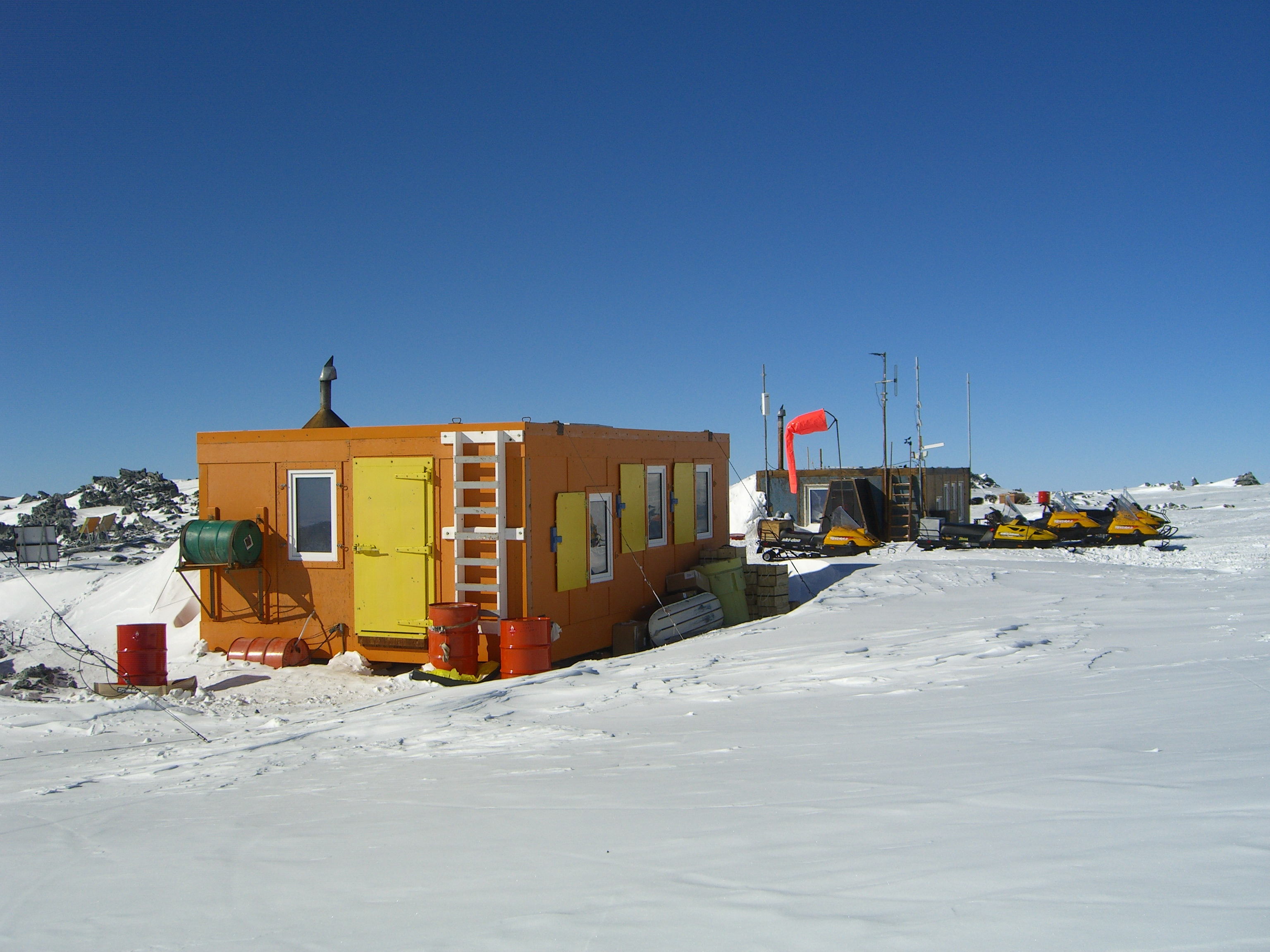
Vue de la Lower Erebus Hut, base scientifique située en contrebas du sommet du mont Erebus.

#### Généralités
Depuis le début des années 1970, le mont Erebus fait l'objet de campagnes de recherche scientifique soutenues financièrement par la Fondation nationale pour la science, une agence gouvernementale américaine. Initialement composées de scientifiques du Département de la Terre et des sciences environnementales ainsi que du Bureau de Géologie et des ressources minérales de l'Institut des mines et des technologies du Nouveau-Mexique, les équipes de scientifiques sont désormais composées de scientifiques et d'étudiants d'universités variées.
Elles ont pour mission d'étudier l'histoire éruptive du volcan, sa pétrologie, sa géophysique, les caractéristiques de son lac de lave ainsi que des gaz volcaniques qui s'en échappent et qui peuvent affecter le climat de la Terre, et plus particulièrement de l'Antarctique. Les recherches actuelles sont axées sur la mesure de l'émission de dioxyde de soufre et de dioxyde de carbone par le sommet du volcan et notamment son lac de lave, l'établissement d'une géochronologie des coulées de lave, la récolte et l'interprétation de données sismiques et enfin l'installation d'un réseau GPS permettant à terme d'étudier les déformations de la montagne.

#### Étude de la géologie

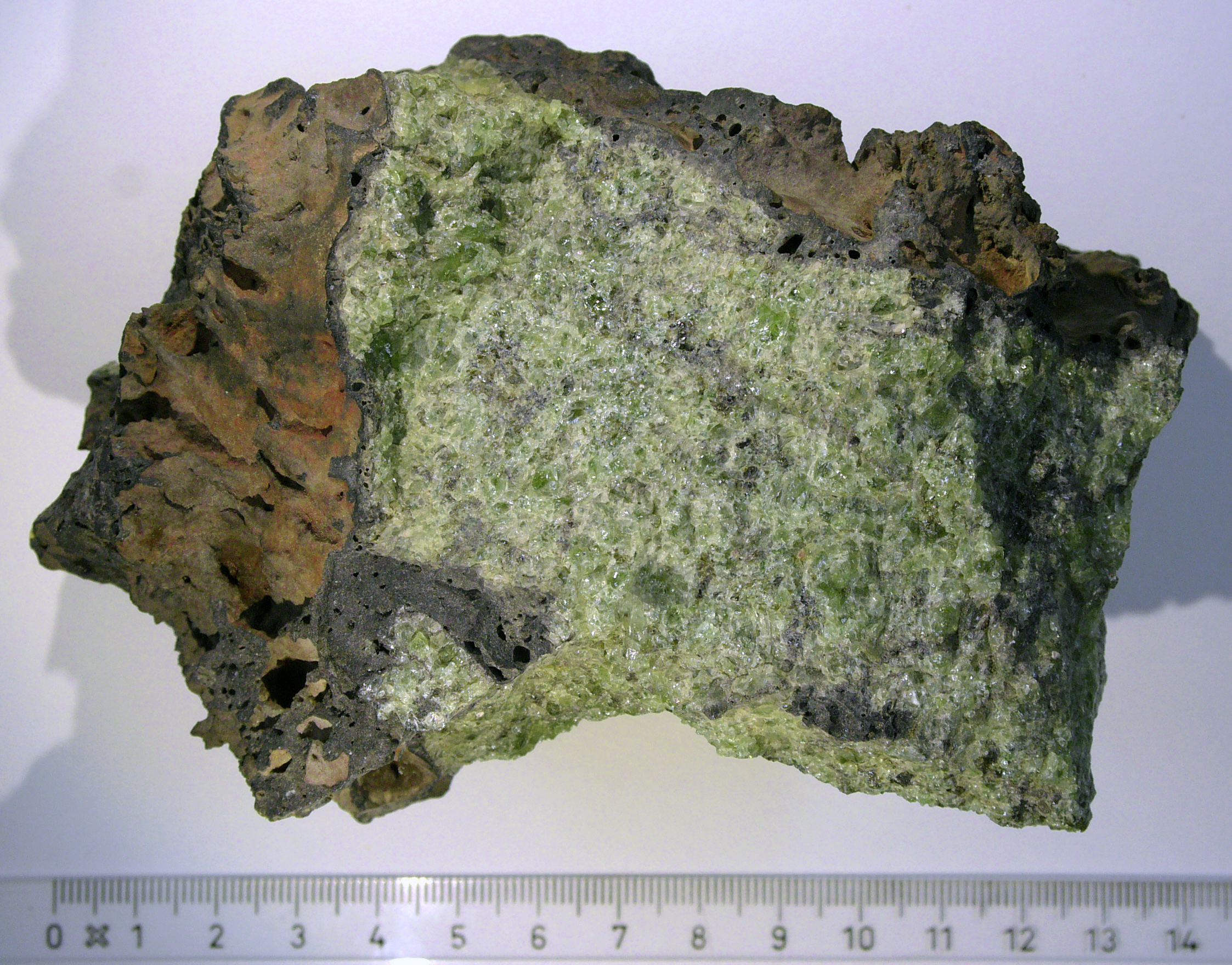
Échantillon de péridotite en enclave du mont Erebus.

Du fait de sa localisation en Antarctique qui rend difficile son accès, de son climat polaire qui ne permet de se rendre à son sommet que six semaines maximum par an et qui recouvre le volcan de neige et de glace ainsi que de l'absence d'une importante présence humaine à proximité, le mont Erebus intéresse moins les scientifiques que d'autres volcans sur Terre, notamment ceux situés dans des régions très peuplées,. Pour ces raisons, la très grande majorité des connaissances concernant le mont Erebus sont emmagasinées seulement depuis le début des années 1980.
Néanmoins, les coulées de lave de l'intérieur de la caldeira sommitale ont fait l'objet de campagnes d'échantillonnage, d'analyse, de datation et de cartographie grâce à la méthode isotopique 40Ar / 39Ar tandis que les pentes du volcan sont moins connues en raison de leur recouvrement partiel par de la glace et de la neige,. Le lac de lave fait quant à lui l'objet de campagnes spécifiques qui se déroulent tous les ans depuis le début des années 1980 afin d'étudier ses caractéristiques physiques et géologiques permettant de constituer un historique.

#### Étude de la faune et de la flore

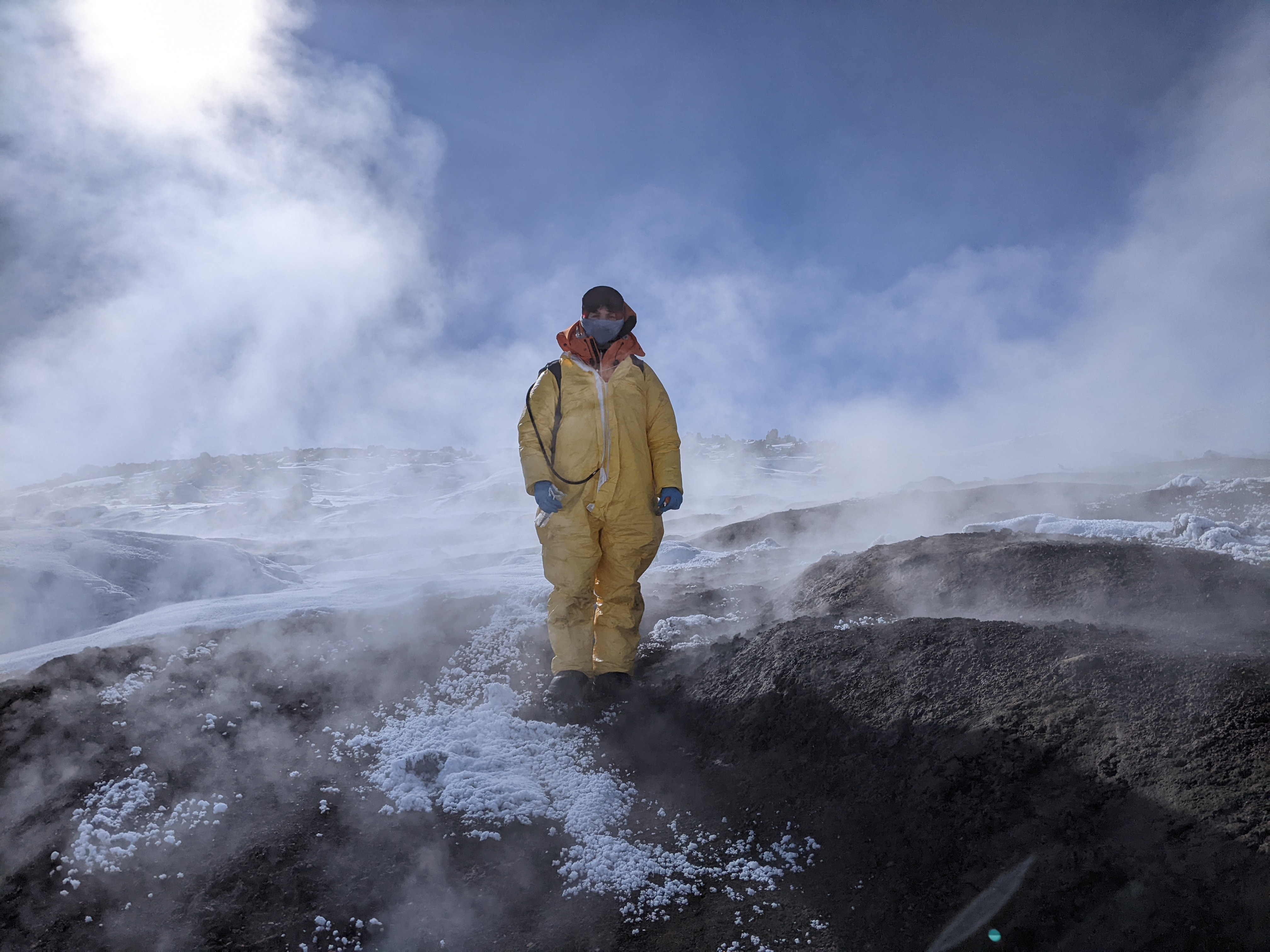
Relevés de microbiologie sur le mont Erebus.

La crête du Tramway Ridge, située à 1,5 kilomètre au nord-ouest de la caldeira du mont Erebus, présente un terrain d'études botaniques, phycologiques et microbiologiques riche pour les espèces se développant autour des fumerolles du volcan. La crête est une zone aux pentes relativement douces dépourvue de glace en raison de la température du sol, atteignant par endroits 75 °C. En raison de ces caractéristiques d'un grand intérêt mais de la fragilité de l'écosystème, sa partie basse, située entre 3 350 et 3 400 mètres d'altitude, est protégée depuis 1985 à la suite d'une recommandation officielle de la Nouvelle-Zélande. La zone en question est un carré de 200 mètres de côté coupé en deux parties de superficie égale, avec au nord une « zone prohibée » et au sud la zone réservée aux études scientifiques. La végétation couvre 16 % de la zone protégée.
Cette mesure de classement à long terme a pour but d'éviter toute dégradation ou risque de dégradation, d'empêcher toute perturbation humaine non nécessaire, de permettre des recherches sur cet environnement unique et les espèces végétales et microbiales qu'il abrite tout en s'assurant de leur protection, de minimiser la possibilité d'introduction de plantes, animaux ou microbes étrangers, de préserver une partie de la zone déclarée « zone prohibée » comme site de référence pour les études futures, et enfin de permettre des visites dans le cadre des objectifs fixés par le plan de gestion.
Un site se trouvant 300 mètres au nord est réservé à l'atterrissage en hélicoptère, par ailleurs strictement interdit dans la zone protégée et dont le survol doit être évité. La distance entre les deux points doit être parcourue à pied, en évitant de marcher sur la végétation ou sur les sols plus chauds, afin de ne pas perturber les sols. Un permis est requis pour se rendre dans la zone.

### Accès et conditions de vie

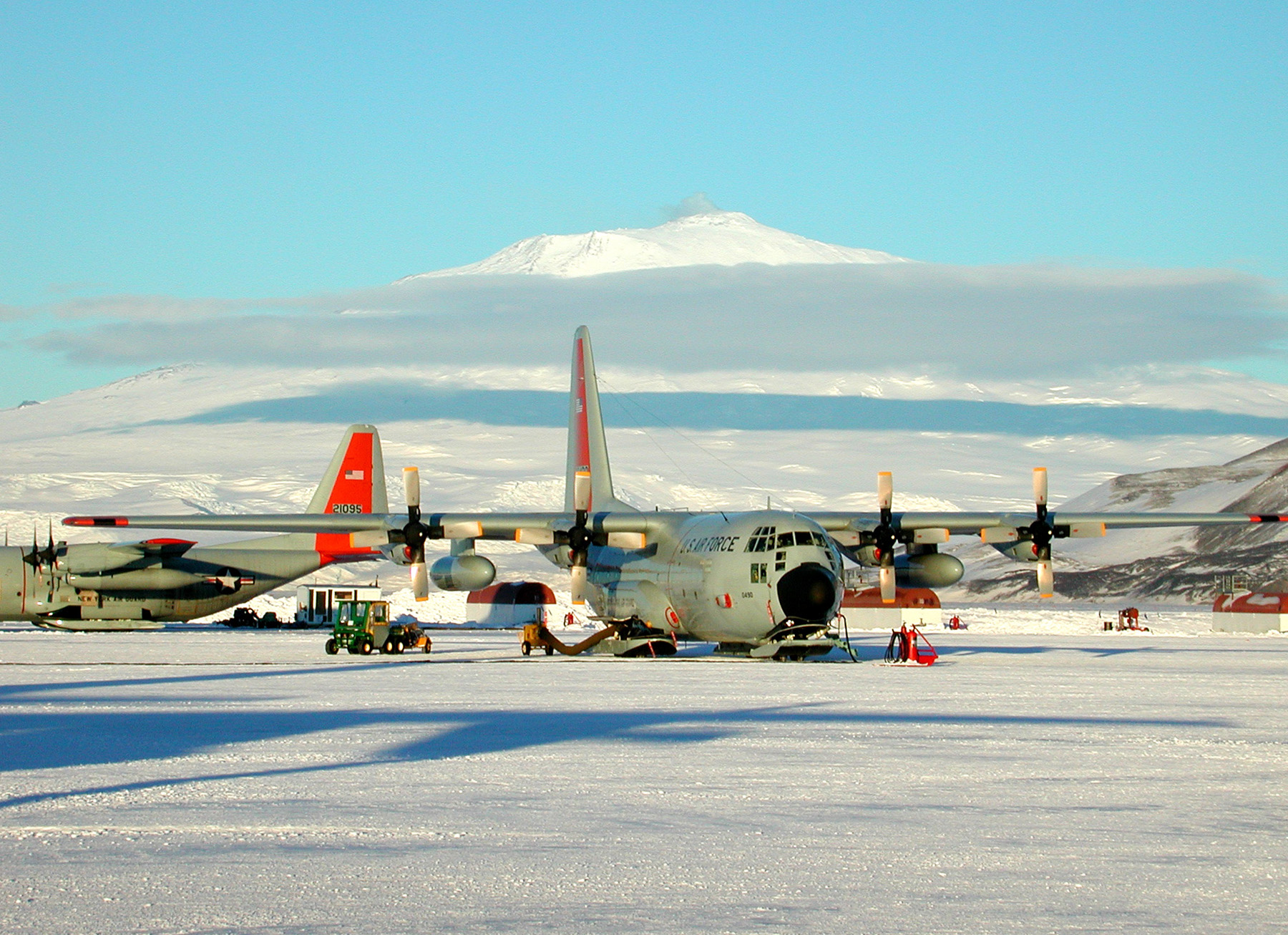
Lockheed LC-130 Hercules stationnés non loin de la base antarctique McMurdo au pied du mont Erebus.

L'accès du mont Erebus n'est possible qu'aux équipes scientifiques et logistiques jouissant d'une bonne santé et d'une bonne condition physique. Les personnes autorisées à se rendre sur le mont Erebus doivent tout d'abord se rendre aux installations de la Fondation nationale pour la science en Nouvelle-Zélande. Là, elles y reçoivent des consignes d'acheminement en Antarctique ainsi que les vêtements qui leur permettront de résister au froid polaire. En fonction de l'avion militaire qui les achemine vers l'île de Ross, les scientifiques s'embarquent alors pour un vol de quatre à dix heures au cours duquel ils sont revêtus en permanence de leur équipement de survie[réf. nécessaire]. En effet, si l'avion venait à se poser en catastrophe en Antarctique et que les passagers se retrouvaient livrés à eux-mêmes, ils ne pourraient survivre plus de quelques minutes à l'extérieur sans ces équipements[réf. nécessaire]. En Antarctique, l'avion se pose sur une piste aménagée sur la barrière de Ross, le prolongement de l'inlandsis sur la mer de Ross, et située juste au sud de la péninsule de Hut Point de l'île de Ross, à proximité de la station américaine de McMurdo et de la base néo-zélandaise de Scott. Les passagers sont alors acheminés par bus jusqu'à ces deux stations où ils passent plusieurs jours au cours desquels ils participent à des réunions de préparation à la poursuite de leur voyage. Leur ascension du mont Erebus débute par un vol de quinze minutes en hélicoptère qui les mène jusqu'à la station d'acclimatation de Fang Ridge, à environ 2 700 mètres d'altitude, et où ils doivent séjourner au moins deux jours afin de limiter l'apparition et les effets du mal aigu des montagnes. Ce n'est qu'au bout d'un second voyage effectué soit en hélicoptère soit en motoneige que les scientifiques atteignent les deux refuges situés au sommet de la montagne.
Les campagnes scientifiques sont menées durant l'été austral, de début décembre à début janvier, ce qui permet aux équipes de gravir le volcan pour y vivre et l'étudier pendant quelques semaines. Les conditions de vie y sont particulièrement rudes car la moyenne des températures sous abri est de −20 °C durant l'été austral et les équipes ne disposent que de deux refuges situés à quelques kilomètres du sommet. Servant de base logistique, de cuisine, de salle à manger, de salle de bain et de toilettes, ils ne retrouvent leur fonction première de refuge qu'au cours de conditions climatiques trop rigoureuses, la plupart des personnes dormant sous des tentes à l'extérieur. Afin de préserver l'écosystème du lieu, l'intégralité des déchets générés par les activités humaines sont collectés dans des bidons redescendus à la station McMurdo située sur la côte sud de l'île de Ross.